# Macaca mulatta
O reso ou macaco-rhesus (Macaca mulatta) é um primata da família Cercopithecidae que habita as florestas temperadas da Índia, China e Afeganistão.[carece de fontes?]
É um animal de cor geralmente castanho-avermelhada, quase alaranjada com a face rosada e com muitos pelos nas regiões das sobrancelhas. Mede entre 38 e 76 cm e a cauda possui cerca de 61 centímetros. Pesa aproximadamente 13 kg. O Rhesus é omnívoro, alimentando-se de vegetais e pequenos animais. A gestação dura cerca de 146 a 180 dias e resulta num único filhote. Assim que o filhote nasce, ele é extremamente dependente dos cuidados maternos e nunca fica sozinho no seu ninho. À medida que cresce, a mãe deixa de transportá-lo. É um animal muito ativo durante o dia. Vive em grupos de aproximadamente 24 indivíduos de ambos os sexos e diferentes idades. É um bom nadador. Chega a viver 30 anos em cativeiro.[carece de fontes?]
É extensivamente estudado e usado em experiências laboratoriais. O fator Rh do sangue foi demonstrado primeiramente em Rhesus. Recentemente, um estudo mostrou que, em certas condições, o macaco Rhesus pode agir com autoconsciência e até se reconhecer em frente a um espelho.